# Basílica de Maxenci
La basílica de Maxenci estava situada al fòrum de Roma. Era un dels edificis romans més importants destinat a l'administració de justícia, i als tractes comercials. La seva forma i planta van ser copiades a l'era cristiana per construir les primeres esglésies. Tenia una planta de tres naus, una de central i dues de laterals.
La basílica de Maxenci es va iniciar l'any 306 dC sota el mandat de l'emperador Maxenci, però no va ser acabada fins al 312 dC, ja en el mandat de l'emperador Constantí.
 Estructura 
La basílica de Maxenci està dividia en tres naus, una de central i dues de laterals. La nau central tenia una alçada de 35 metres, 3 metres més que les naus laterals, i 80 metres de llarg, a més d'una amplada major que les laterals.
Estava coberta (la nau central) per voltes d'aresta, que repartien el pes puntualment a sengles contraforts. L'espai entre aquests contraforts es va aprofitar cobrint-se amb voltes de mig punt acotades amb un mur sense funció portant. Aquests espais constituïen les naus laterals. Així doncs, l'estructura de la basílica de Maxenci és murària, i les grans columnes de marbre tenen una funció estrictament decorativa (la prova n'és que han caigut, i encara es conserven les mènsules, o part d'elles). Atès que els murs contraforts estaven sobredimensionats, s'hi van practicar obertures o portes, que permetien el pas per les naus laterals, mentre a la nau central s'estaven celebrant judicis o reunions, evitant així el col·lapse funcional de l'edifici.
La il·luminació es produïa a través de les finestres de les naus laterals, i a través de finestres termals (semicirculars), obertes aquestes últimes en la nau central, de major alçada que les laterals.
 Decoració 
Allotjava una estàtua colossal de Constantí construïda en marbre i bronze daurat. Algunes parts d'aquesta estàtua es troben al pati del palau dels Conservadors al Campidoglio de Roma.
La decoració principal es concentrava en les columnes de marbre i sobretot en el teginat de les voltes de mig punt. Aquest enteixinat, a més de ser decoratiu, reduïa el pes propi de les voltes i feia la construcció més econòmica.
Actualment, de les ruïnes segueix en peus la paret nord.